# Salontiroler

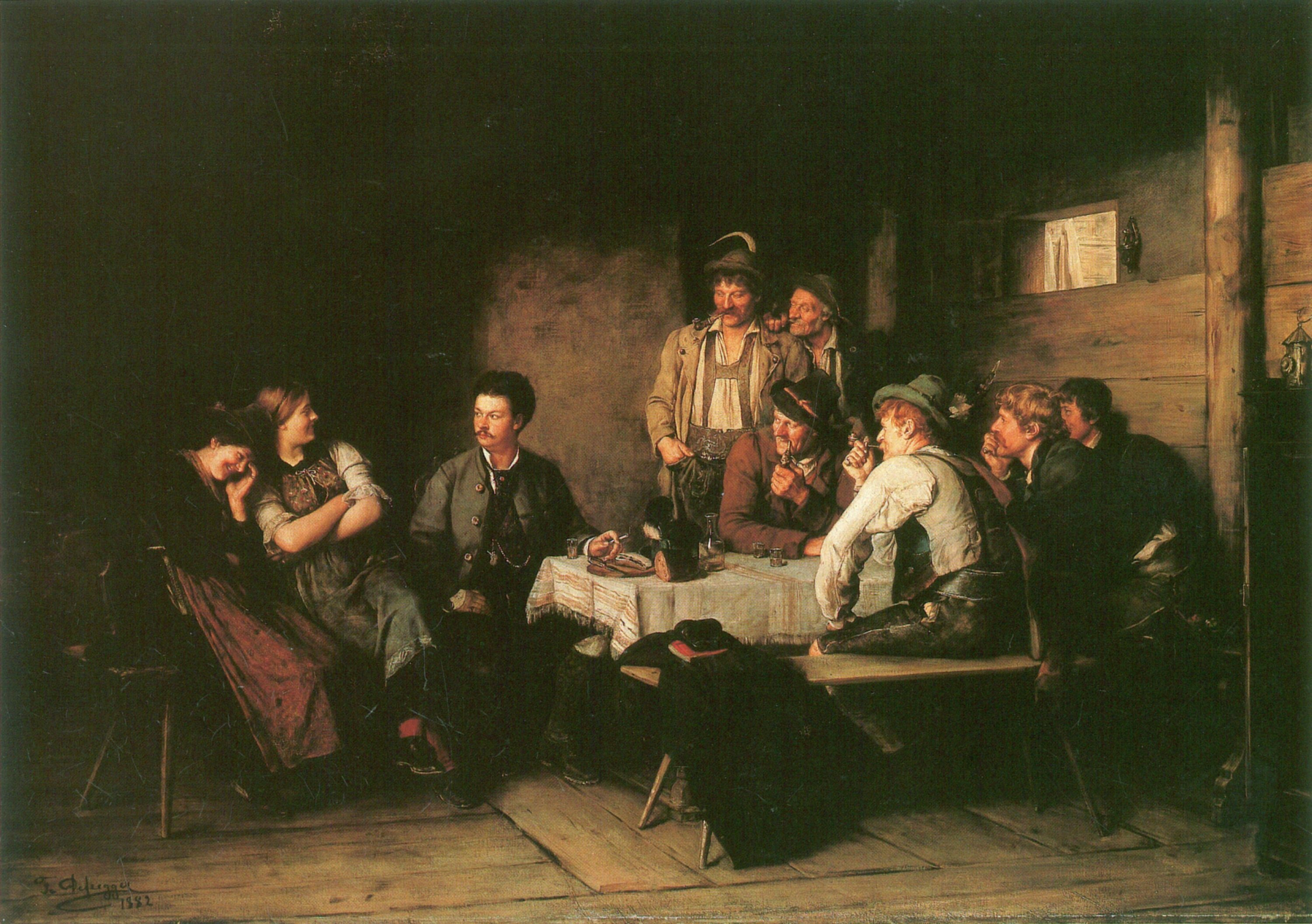
Der Salontiroler, 1882, dipinto da Franz Defregger

Salontiroler (letteralmente, Tirolese da salotto) è un epiteto dispregiativo della lingua tedesca con cui si indica un turista che passi le sue vacanze sulle Alpi e per questo vesta gli abiti tipici delle genti delle Alpi.
Il termine nacque al termine del XIX secolo, quando, in numero sempre maggiore, cittadini tedeschi del nord del paese cominciarono a scegliere come meta per le vacanze l'esotico mondo dell'arco alpino.